# Улица Шота Руставели (Львов)
Улица Шота Руставели — улица в Галицком районе Львова. Простирается от улицы Зеленой до перекрёстка с улицами Франко и Стрыйской.

## Название
Первоначальное название улица Яблоновского происходит с 1863 года. В 1871 года название изменено на Яблоновских. В ноябре 1941 года во время немецкой оккупации переименована в Карпатскую (Karpatenstrasse). В июне 1944 вновь возвращено название Яблоновских. Современное название в честь грузинского поэта времен средневековья Шота Руставели — с декабря 1944.

## Здания
№ 7. Дом проектного института «Теплоэнергопроект», возведенный в 1965 году по проекту П. Юдкина и Ларисы Скорик.
№ 8-8а. Бывший доходный жилой дом банкира Михала Стоффа. Выходит главным фасадом к улице и одновременно к площади Петрушевича. Построен в 1906 году в стиле орнаментальной сецессии фирмой Эдмунда Жиховича по проекту Владислава Садловского.
№ 11. Львовский храм мормонов.
№ 18, 20, 22. Жилые дома в стиле сецессии, построенные в 1906—1907 годах по проекту Альфреда Захаревича.
№ 24, 26. Жилые дома в стиле сецессии, возведенные по проекту Соломона Римера.
№ 30. Бывший «Офицерский дом», построенный в 1928—1930 годах по конкурсному проекту Марьяна Никодемовича, Мечислава Штадлера, Стефана Глыбы. Второй очередью строительства должны были стать два тыльных крыла, которые бы выходили на улицу Франко и образовывали курдонер. Однако эта часть проекта никогда не была реализована.
№ 32. Жилой дом в стиле сецессии, построенный в 1909 году по проекту Августа Богохвальского.
№ 34. Дом в стиле орнаментальной сецессии. Построенный в 1906 году по проекту Станислава Уленецкого.
№ 42, 44. Жилые дома, построенные 1908 году в стиле сецессии для Софии Мрозовицкий по проекту Тадеуша Обминского.